# Bracieux
Bracieux je naselje in občina v osrednjem francoskem departmaju Loir-et-Cher regije Center. Leta 2009 je naselje imelo 1.256 prebivalcev.

## Geografija
Kraj leži v pokrajini Orléanais ob reki Beuvron, 18 km jugovzhodno od Bloisa.

## Uprava
Bracieux je sedež istoimenskega kantona, v katerega so poleg njegove vključene še občine Bauzy, Chambord, Crouy-sur-Cosson, Fontaines-en-Sologne, Huisseau-sur-Cosson, Maslives, Mont-près-Chambord, Muides-sur-Loire, Neuvy, Saint-Dyé-sur-Loire, Saint-Laurent-Nouan in Tour-en-Sologne s 16.911 prebivalci (v letu 2010).
Kanton Bracieux je sestavni del okrožja Blois.

## Zanimivosti
- stara tržnica iz konca 16. stoletja,
- cerkev sv. Nikazija,
- Porthos, fiktivna oseba iz romana Trije mušketirji francoskega pisatelja Alexandra Dumasa; v nadaljevanju Treh mušketirjev - Dvajset let pozneje je prikazan s polnim imenom « M. Porthos du Vallon de Bracieux de Pierrefonds » in plemiškim naslovom «baron de Bracieux et de Pierrefonds». Skupnost Bracieuxa mu je postavila spomenik, ki se nahaja med cerkvijo in občinskim parkom.

- la Vieille Halle
- Zvonik cerkve sv. Nikazija